# Emersonella terebrata
Emersonella terebrata är en stekelart som beskrevs av Christer Hansson 2002. Emersonella terebrata ingår i släktet Emersonella och familjen finglanssteklar. Inga underarter finns listade i Catalogue of Life.